# 敦刻尔克钟楼
敦刻尔克钟楼（Beffroi de Dunkerque）是法国北部大区敦刻尔克一座宏伟的哥特式建筑，自1840年列为法国历史古迹。2005年列为世界遗产比利时和法国的钟楼的一部分。它建于1440年左右。
敦刻尔克钟楼高58米，原本为圣Éloi教堂的附属建筑。在1558年，教堂被烧毁，只有钟楼幸存下来。